# Junewangia lamma
Junewangia lamma är en svampart som först beskrevs av Whitton, McKenzie & K.D. Hyde, och fick sitt nu gällande namn av W.A. Baker & Morgan-Jones 2002. Junewangia lamma ingår i släktet Junewangia, divisionen sporsäcksvampar och riket svampar.   Inga underarter finns listade i Catalogue of Life.